# 劉恢 (城陽王)
劉 恢（りゅう かい）は、紀元前1世紀、古代中国の前漢時代の城陽王である。生年不明、没年は永光元年（紀元前43年）。死後戴王（たいおう）と諡された。
父は城陽王の荒王劉順。子に劉景、劉玄、劉音、劉嗣、劉遷がいた。
父の死後、甘露3年（紀元前51年）に城陽王を嗣いだ。8年後の永光元年（紀元前43年）に死に、子の劉景が後を嗣いだ。